# Grabels
Grabels é uma comuna francesa na região administrativa de Occitânia, no departamento de Hérault. Estende-se por uma área de 16,24 km², com 5906  	 habitantes, segundo os censos de 2005, com uma densidade de 334 hab/km².